# Himno nacional mexicano
El Himno nacional mexicano es uno de los tres símbolos patrios establecidos por la ley en dicho país, junto con el escudo y la bandera. Compuesto por el poeta Francisco González Bocanegra y musicalizado por el compositor español Jaime Nunó, fue estrenado en una ceremonia festiva el 15 de septiembre de 1854; sin embargo, debido a circunstancias históricas, su interpretación y divulgación no se generalizó sino hasta principios del siglo XX, y solo se hizo oficial a partir de 1943, luego de un decreto expedido por el presidente Manuel Ávila Camacho. Desde febrero de 1984 su uso es regulado por la Secretaría de Gobernación con base en la «Ley sobre el Escudo, la Bandera y el Himno Nacionales» en el capítulo quinto.
La letra del himno es un poema lírico que alude a las victorias mexicanas en batallas, trata sobre la defensa de la patria, las virtudes del pueblo que la ejerce y el sacrificio que conlleva; el poema estaba titulado «Volemos al combate, a la venganza y el que niegue su pecho a la esperanza, hunda en el polvo la cobarde frente». La música, cuyo título inicial era «Dios y libertad», está compuesta en do mayor, y bajo el estilo de la ópera italiana del siglo XIX.
En su versión original, el himno está compuesto por diez estrofas, y su versión musicalizada puede extenderse por poco más de once minutos y medio. Sin embargo, el decreto de 1943 oficializó su versión extendida a únicamente cuatro estrofas y el estribillo (con una duración en versión musical de casi cinco minutos); además se estableció una versión corta para acompañar los honores a la bandera en las ceremonias protocolarias, cívicas o militares, consistente en la primera estrofa y el estribillo como apertura y cierre (duración de minuto y medio con música).

## Características
Las características y uso del himno nacional mexicano los regula la «Ley sobre el escudo, la bandera y el himno nacionales», en sus artículos 1.º y 4.º, así como el capítulo V (de los artículos 38 a 49) y el capítulo «Especial» (artículos 57 a 60). Se menciona que la letra y partitura de la música del himno se encuentran autentificadas por la firma de los titulares de los Poderes de la Unión, en una copia triple que se deposita para su resguardo en el Archivo General de la Nación, en la Biblioteca Nacional y en el Museo Nacional de Historia.
- Enlace a una fotografía de la letra y notas autentificadas del himno nacional bajo resguardo del Archivo General de la Nación.

### Letra oficial
La letra oficial del himno mexicano se compone de cuatro estrofas y un coro o estribillo, como marca el artículo 57 de la citada ley:

#### Coro
Mexicanos, al grito de guerra 
El acero aprestad y el bridón,
y retiemble en sus centros la tierra 
Al sonoro rugir del cañón.

#### Estrofas
- La numeración corresponde al orden original que tenían en 1854.

| I Ciña ¡oh patria! tus sienes de oliva De la paz el arcángel divino, Que en el cielo tu eterno destino Por el dedo de Dios se escribió. Más si osare un extraño enemigo Profanar con su planta tu suelo, Piensa ¡oh patria querida! que el cielo Un soldado en cada hijo te dio. V ¡Guerra, guerra sin tregua al que intente De la patria manchar los blasones!, ¡Guerra, guerra! Los patrios pendones En las olas de sangre empapad. ¡Guerra, guerra! En el monte, en el valle, Los cañones horrísonos truenen Y los ecos sonoros resuenen Con las voces de ¡Unión! ¡Libertad! | VI Antes, patria, que inermes tus hijos Bajo el yugo su cuello dobleguen, Tus campiñas con sangre se rieguen, Sobre sangre se estampe su pie. Y tus templos, palacios y torres Se derrumben con hórrido estruendo, Y sus ruinas existan diciendo: De mil héroes la patria aquí fue. X ¡Patria! ¡patria! Tus hijos te juran Exhalar en tus aras su aliento, Si el clarín con su bélico acento Los convoca a lidiar con valor. ¡Para ti las guirnaldas de oliva! ¡Un recuerdo para ellos de gloria! ¡Un laurel para ti de victoria! ¡Un sepulcro para ellos de honor! |

### Música
En el capítulo especial, artículo 58 de la ley, se presenta una copia de la partitura de la música del himno, que consiste básicamente en dos partes: una para el estribillo y otra para las estrofas.

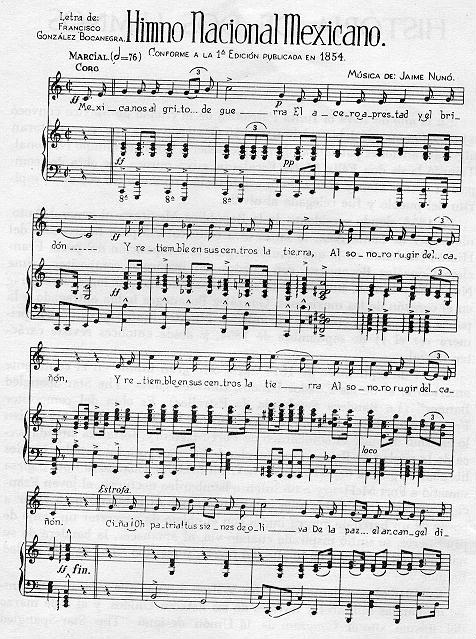
Primera página de la partitura y letra.
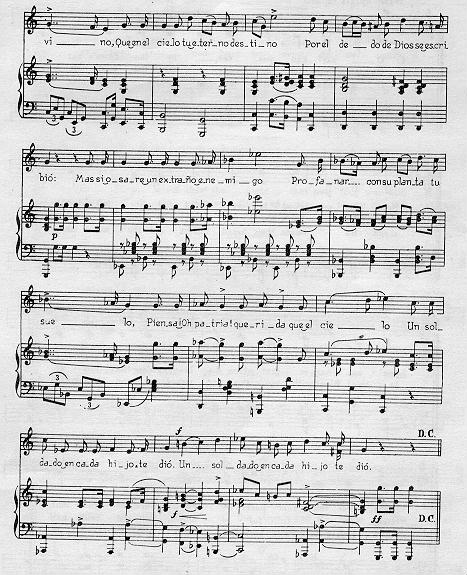
Segunda página de la partitura y letra.

### Interpretación
La forma de interpretar el himno es entonándolo en «Do mayor» y cantarlo en el orden siguiente:

Coro, Estrofa I, Coro, Estrofa V, Coro, Estrofa VI, Coro, Estrofa X, Coro.

La versión corta para honores a la bandera nacional o ceremonias oficiales, consiste en la interpretación de la primera estrofa únicamente, abriendo y cerrando con el coro; en tanto que la versión para el inicio y cierre de transmisiones de radio y televisión es, la estrofa I y la X con el coro intercalando a ambas. En todos los casos al cantar el coro, se repiten los versos tercero y cuarto; y, al cantar cada estrofa, se repite el último verso de la misma.

## Uso

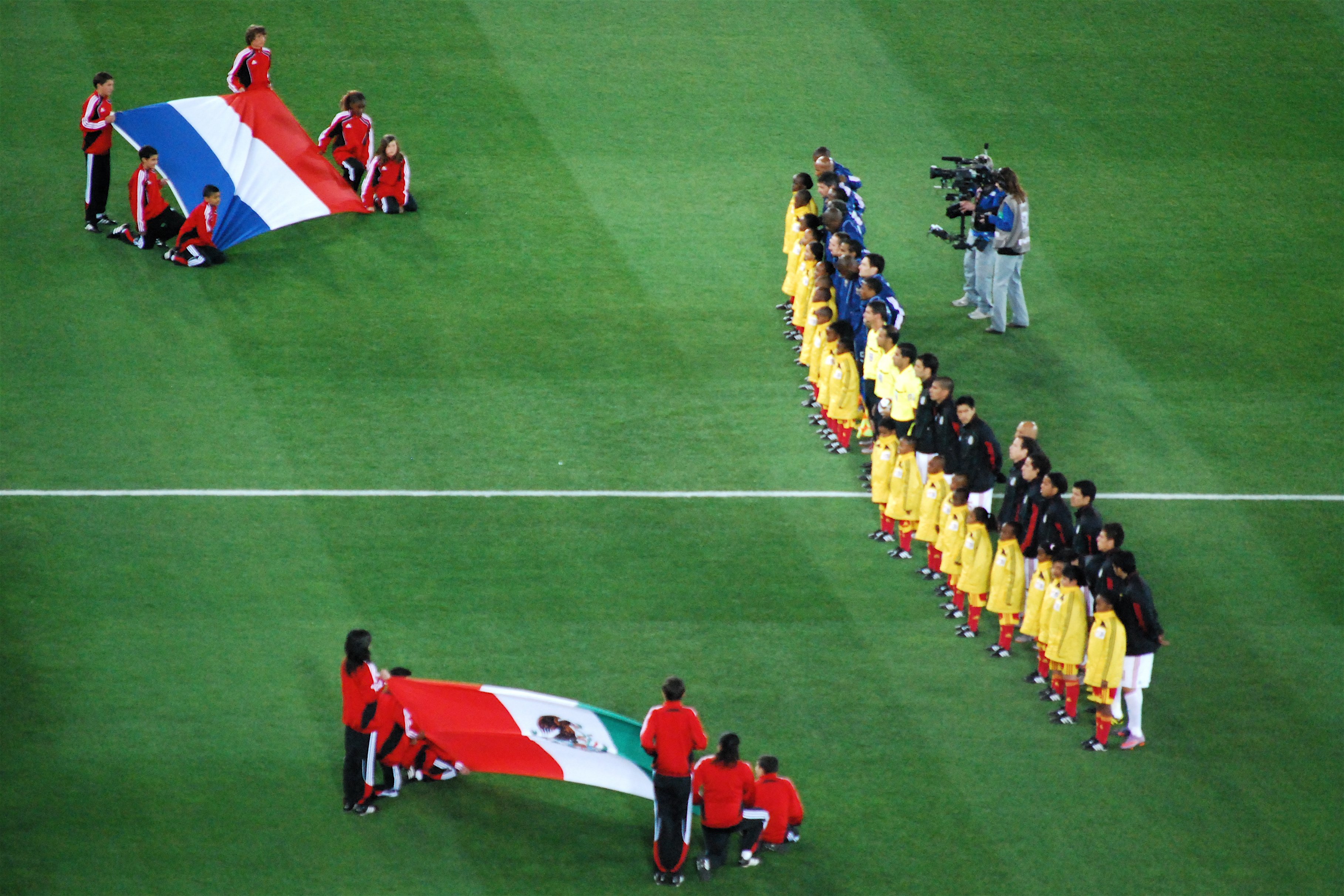
Ceremonia de los himnos nacionales de Francia y de México, en el mundial de fútbol Sudáfrica 2010.

El capítulo V de la «Ley sobre el Escudo, la Bandera y el Himno Nacionales», aborda una serie de disposiciones, lineamientos y especificaciones para el debido uso del himno nacional. Además, dado que los protocolos de honores a la bandera incluyen al himno, las disposiciones para aquella son análogas al de este. La Secretaría de Gobernación es la encargada de la vigilancia y aplicación de la ley, aunque se puede apoyar de las demás oficinas del gobierno federal. Como el caso de la Secretaría de Relaciones Exteriores para el uso en el extranjero o la Secretaría de Educación Pública para el caso de la difusión y enseñanza.
Por principio de cuentas, se establece que el canto, ejecución, reproducción y divulgación de este, tiene que estar apegado con exactitud a la letra y música de la versión establecida por el ordenamiento legal. Todo esto debe hacerse de manera respetuosa y en contextos o situaciones absolutamente solemnes (art. 38). Con base a lo anterior, la ley prohíbe cualquier cambio o alteración en la letra o la música, y eso incluye composiciones o arreglos. Desde luego se contempla la restricción de lucrar de cualquier manera con el himno, por ello no debe aparecer en contenidos impresos o audiovisuales que sean comerciales, proselitistas o de culto (art. 39). Las únicas modificaciones autorizadas a la letra del himno, son las traducciones hechas en las lenguas de los pueblos indígenas y afrodescendientes; no obstante esto debe ser vigilado y verificado por el Instituto Nacional de Lenguas Indígenas (art. 39 Bis).
Para reproducir el himno nacional en eventos, espectáculos o contenidos de cine, radio, televisión, conciertos u obras de teatro, se debe tramitar una autorización ante las secretarías de Gobernación y Cultura (art. 40). En ese sentido, las empresas públicas o privadas de televisión abierta y todas las de radio, están obligadas a reproducir la versión dispuesta para ello (las estrofas I y X con el coro) a las cero y seis horas (UTC-06:00) todo el año; en el caso de la televisión, se debe mostrar en imagen la bandera nacional (art. 41). Para evitar que las compañías privadas incurrieren en alguna falta, y para poder estandarizar las reproducciones audiovisuales del himno, históricamente se han dispuesto de audios y videos oficiales, producidos por el gobierno mexicano.
Aunque la ley contempla que se pueda reproducir completo, ha sido de forma estandarizada la versión corta, es decir, el coro abriendo y cerrando la «estrofa I», la correspondiente para rendir honores a la bandera y al presidente de la república; en las ceremonias oficiales de los tres Poderes de la Unión, los gobiernos de las entidades federativas y los municipios; así como los eventos públicos con carácter cívico, cultural, escolar y deportivo. Si el evento cuenta con transmisión de radio o televisión, bajo ninguna circunstancia se podrá cortar el himno nacional, sea cual sea la versión interpretada, incluso si es instrumental; esto aplica también para el material audiovisual que sea emitido en el inicio y cierre de las transmisiones.
En ceremonias oficiales en territorio mexicano de instituciones públicas y privadas donde deba tocarse el Himno Nacional y otro extranjero, se ejecutará en primer lugar el mexicano; pero si existe un protocolo, como en los Juegos Olímpicos, se interpretará de acuerdo al orden que marque el protocolo correspondiente de ese acto.
Por otro lado su uso como distintivo de honor se ejecuta acompañado de otra música; por ejemplo, para hacer honores al Presidente de la República, las bandas militares presentes tocarán la «Marcha de Honor»; en el caso de honores a la bandera, las bandas de música ejecutarán el himno, y a la vez, las bandas militares harán sonar el «Toque de Bandera»; además se establece un límite a sus interpretaciones en ese caso, dos veces, para hacer honores a la Bandera y rendir honores al Presidente de la República. Aunque se indica la salvedad de que cuando sea interpretado por un coro, las bandas militares deberán permanecer en silencio para no apagar al coro.
En cualquier caso los presentes deberán demostrar el respeto asumiendo la posición de firmes y en caso de que existan varones deben tener la cabeza descubierta, salvedad que se hace con militares que disponen de un ceremonial propio.
En México es una obligación la enseñanza del Himno Nacional en todos los planteles de educación preescolar, primaria y secundaria en el país. Para lograr eso, desde la década de 1990 se organiza un «Concurso Nacional de Interpretación del Himno por Coros Infantiles».

### Uso en el extranjero
En el extranjero, las embajadas, consulados y delegaciones oficiales de la Secretaría de Relaciones Exteriores, son las encargadas de la vigilancia y aplicación de la ley, así como el respeto al himno nacional, evitando su uso comercial y autorizando su interpretación previa consulta con la Secretaría de Gobernación, en situaciones que no sean actos cívicos, además de promover su interpretación en actos públicos solemnes realizados por mexicanos. Además tiene la obligación de solicitar ante el gobierno que está acreditado, que prohíba su uso, sobre todo si es de carácter comercial.

### En otros idiomas
Desde el 8 de diciembre de 2005, el artículo 39 de la ley permite la traducción de la letra a los idiomas de los pueblos originarios. La traducción debe ser sancionada por el Instituto Nacional de Lenguas Indígenas y autorizada por la Secretaría de Gobernación.
El himno nacional ha sido traducido a las siguientes lenguas indígenas: chinanteco, otomí, mixteco, maya, náhuatl, huasteco, mazateco, zapoteco, chontal, tepehua y amuzgo. Otros grupos originarios han traducido el himno a sus respectivas lenguas, pero todavía no ha sido sancionado por el gobierno.
Fuera de las lenguas nativas, también ha sido traducido al plódich. Niños y jóvenes menonitas de México entonan el himno nacional mexicano traducido al plódich dentro de sus colegios cada lunes. En 2008 resultó ganador a nivel estatal un colegio menonita llamado La Esperanza del municipio chihuahuense de Cuauhtémoc, quienes entonaron el himno nacional mexicano en español y una estrofa en su idioma materno.

## Historia

### Antecedentes
Entre las civilizaciones mesoamericanas no se tienen registros de que existiera algún tipo de composición musical parecida a un himno, que se identificara unívocamente a algunos de los altépetl; no obstante las sociedades prehispánicas desarrollaron melodías empleadas en rituales dedicados a deidades o cultos vinculados a la naturaleza.
Sin embargo en la misma Europa, el concepto de «himno nacional» no existía como tal, dado que el concepto «Estado-nación» surgió hasta mediados del siglo XVII, los cantos de honor, igual que banderas y escudos, estaban enfocados en la representación de linajes, regiones o localidades, por lo que las composiciones más generalizadas eran los cantos religiosos. Tras la conquista española, florecieron los llamados himnos religiosos en cuyas letras y música alababan la vida de algún Santo o la deidad de la Iglesia católica, así como los himnos cívicos que trataban de alabar la llegada de virreyes, de obispos, clérigos, la entronización de reyes españoles y más comúnmente la vida de algún personaje o grupo novohispano, de entre los autores más destacados de ese tipo de himnos estuvieron Manuel de Sumaya, José de Torres y José Aldana, de quien destaca en su obra los himnos dedicados a la Virgen de Guadalupe. La primera vez que existió en México algo muy parecido a un Himno Nacional fue la llamada Marcha Real o Marcha Granadera que desde 1761 se empezó a usar en España y sus colonias durante las ceremonias cívicas, autoría de Manuel de Espinosa de los Monteros.

### Primeras composiciones patrióticas

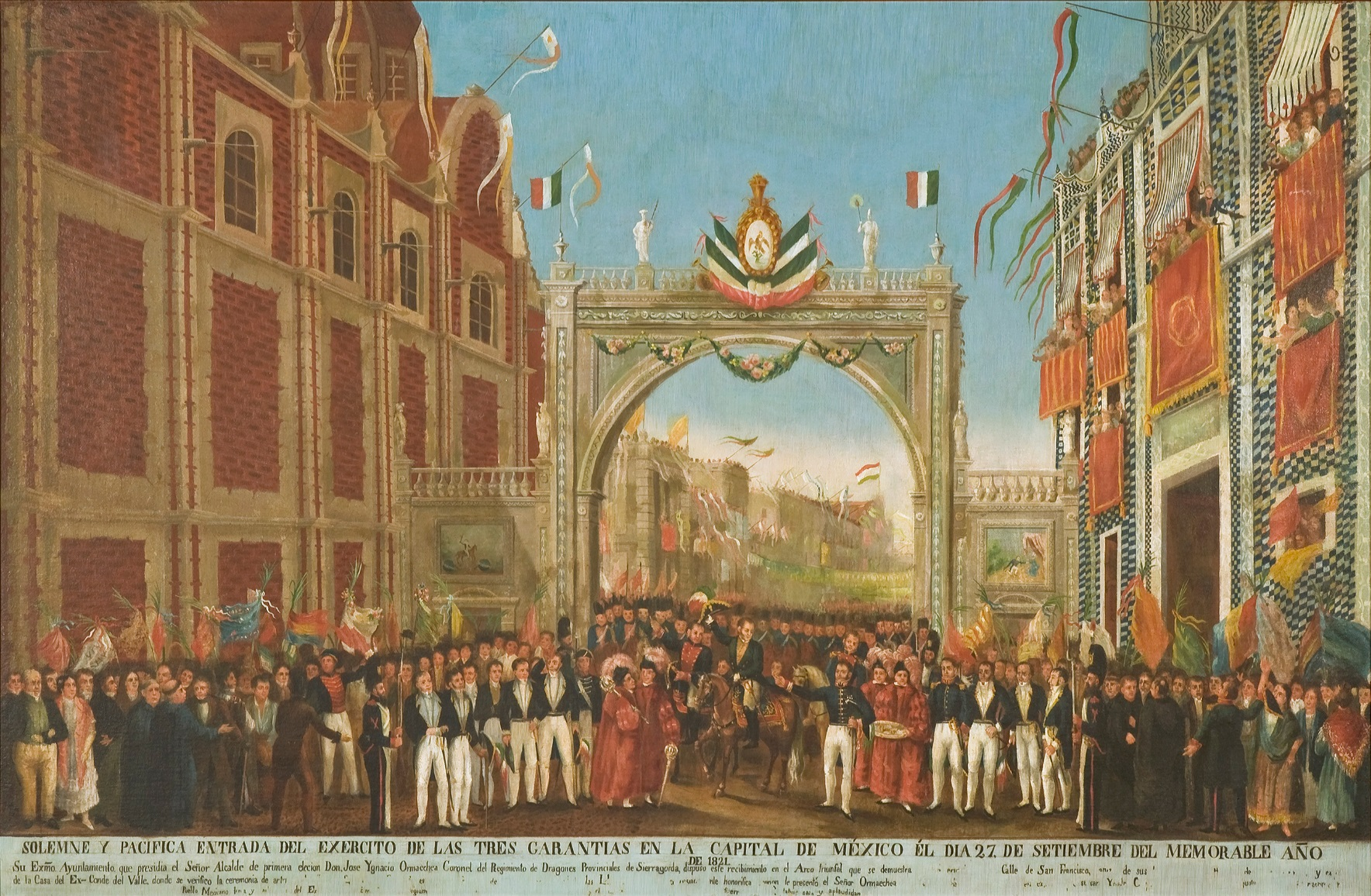
Entrada del Ejército Trigarante en la Ciudad de México; las primeras composiciones patrióticas evocaban este momento.

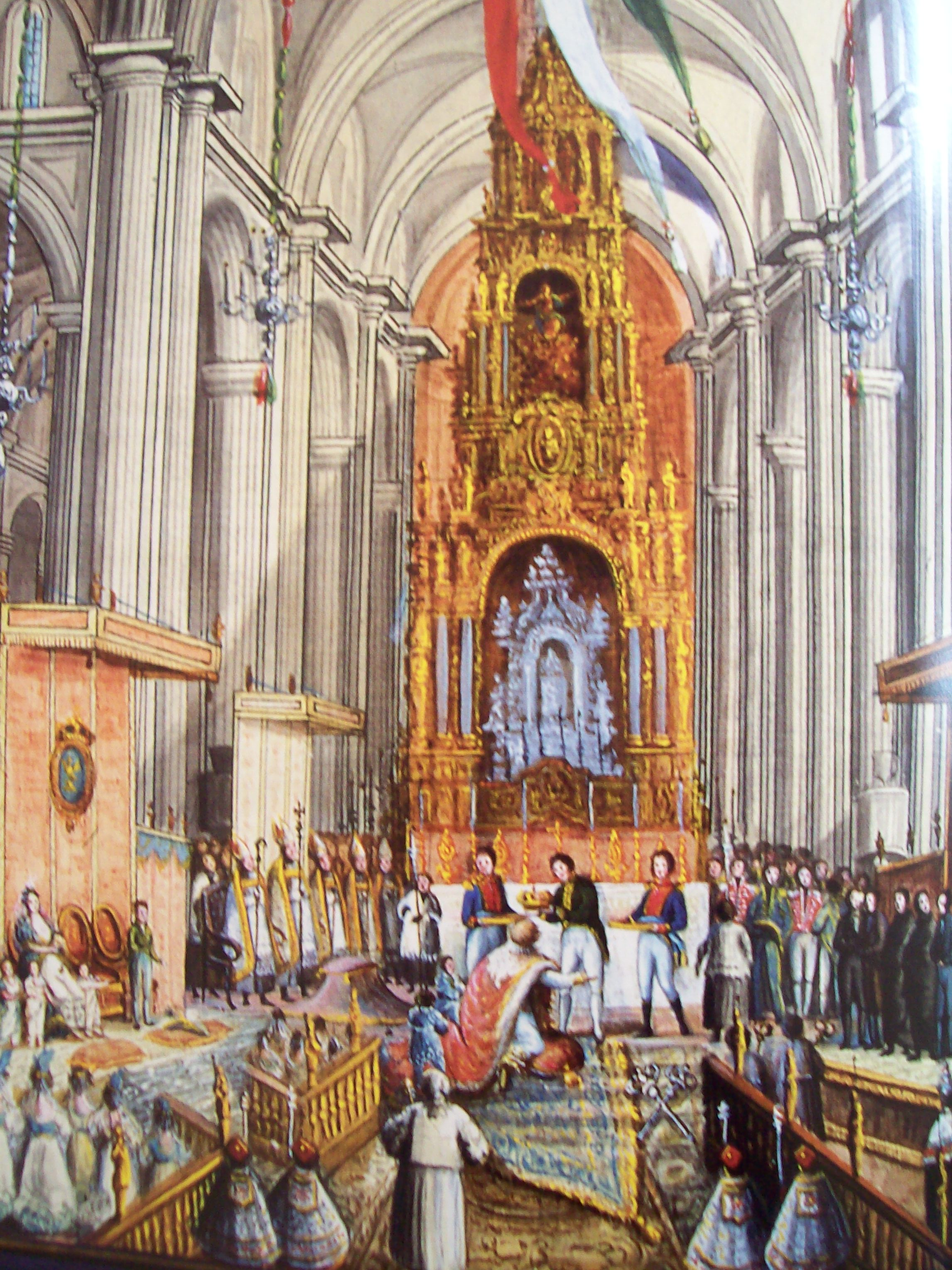
Coronación de Iturbide el 21 de julio de 1822 en la Catedral Metropolitana de la Ciudad de México; para esta ocasión se interpretó el «Veni Creator».

El primer antecedente de una composición que exaltara valores patrióticos ocurrió el 28 de julio de 1821, durante la etapa final de la Guerra de Independencia, en el contexto del sitio a la ciudad de Querétaro por parte de tropas del Ejército Trigarante; entre los combatientes se encontraba un músico llamado José Torrescano, quien compuso un himno dedicado a celebrar la victoria; no obstante generó cierto recelo, pues era contrario a la intención conciliadora del Plan de Iguala, ya que su letra expresaba animadversión hacia los españoles, siendo su frase más cuestionada:

Somos independientes,/viva la Libertad,/viva América libre/y viva la igualdad.

Durante los festejos por la entrada del Ejército Trigarante a la Ciudad de México, el 27 de septiembre de 1821, algunas crónicas posteriores relatan que varios literatos compusieron breves poemas, pero sin acompañamiento musical, para las celebraciones, la mayoría exaltando al ejército, y otros a Iturbide; no obstante no hay registro de esas coplas.
El nacionalismo criollo novohispano, ahora formalmente mexicano, que había concretado la independencia, solo impulsó la creación de un escudo y bandera nacional como símbolo del nuevo estado. Al parecer, la idea de un Himno Nacional no era una necesidad, por eso durante la entronización de Agustín de Iturbide se cantó el himno religioso «Veni Creator» en forma especial.
En 1822, el músico José María Garmendía realizó otra composición, que en efecto fue adoptado, mas no oficializado, como himno nacional; sin embargo careció de gustó por estar muy centrado en la figura de Agustín de Iturbide. Además, junto con otros muchos elementos iturbidistas, fueron borrados y excluidos del escenario público, a la caída del imperio. Por ejemplo, sus primeras palabras eran:

A las armas, valientes indianos;/a las armas corred con valor;/el partido seguid de Iturbide;/seamos libres y no haya opresión.

Posteriormente, el protocolo de toma del cargo para el primer presidente y vicepresidente de México no incluyó ninguna canción o melodía usada como un himno. El historiador de la época, Carlos María Bustamante, relata en sus notas, que hacia 1826 existía una canción patriótica que festejaba el «Grito de Dolores»; no obstante, no da más detalles de esta. En 1827 se realizó un «Himno Cívico para Orquesta», fue compuesta por Francisco Manuel Sánchez de Tagle y José Mariano Elízaga; sin embargo, nunca se musicalizó.
Luego, durante las repúblicas tanto federalista como centralista, cuando se querían hacer honores al presidente o vicepresidente se interpretaba alguna pieza de su agrado. Por ejemplo Antonio López de Santa Anna gustaba de la obertura Semiramis de Gioachino Rossini, mientras José Joaquín de Herrera prefería Poeta y campesino de Franz von Suppé.
Durante los años siguientes, entre el sector literario mexicano comenzó a manifestarse un estilo nacionalista de escritura, lo que produjo diversos textos que exaltaban valores identitarios, gestas heroicas y sus protagonistas o los símbolos patrios; algunos autores de estas obras fueron Fernando Calderón y Beltrán, Manuel Eduardo de Gorostiza, Guillermo Prieto y José María Esteva; sin embargo, dichos escritos, jamás fueron contemplados para musicalizar y por ende convertirse en himno. Salvo el de Esteva, titulado «¡Viva la república!», musicalizado por Joaquín María de Aguilar, y que se llegó a publicar como «himno nacional», aunque se desconoce el porque nunca se divulgó y oficializó; paradójicamente, el cántico de autoría conservadora, fue retomado por los movimientos liberales y popularizado entre sus tropas.
El 13 de julio de 1844, se estrenó un himno con música del violinista Eusebio Delgado y de poeta anónimo, el cual celebraba las victorias del presidente Antonio López de Santa Anna. Por tal razón, el pueblo lo rechazó. Este fue el primero que alcanzó cierta oficialidad, pues el «Diario Oficial» de la época lo registró en su edición del 10 de junio de ese mismo año.
En 1849 luego de la desastrosa invasión estadounidense de 1846 a 1848, y durante la presidencia de José Joaquín de Herrera se formó la llamada «Junta Patriótica de la Ciudad de México» que, a través de la Academia de San Juan de Letrán, organizó un concurso para buscar una letra que junto a la música del pianista austriaco Henri Herz, pudiera formar un himno nacional. Ese primer concurso fue la propuesta más seria hasta el momento, incluía entre sus jueces a personajes muy destacados de la época, como Andrés Quintana Roo, José María Lacunza, José Joaquín Pesado, Manuel Carpio y Alejandro Arango y Escandón. El concurso fue ganado por el estadounidense Andrés David Bradburn, lo cual, junto con el contenido de la obra, hizo que fuera un verdadero fracaso que terminó por olvidarse.
Poco después, en 1850, la misma Academia de San Juan de Letrán realizó su propio concurso para musicalizar un poema del cubano Juan Miguel Lozada, la música seleccionada fue obra de Nicolas Bochsa, pero al ser un poema muy centrado en la figura del presidente José Joaquín de Herrera no trascendió, de hecho él personalmente rechazó el culto a la personalidad que replicaba cada himno creado. Esta obra fue estrenada el 21 de febrero de ese año en el Teatro Nacional, e interpretada por la cantante Anna Bishop; algunas de sus notas decían:

«Mexicanos, alcemos el canto,/proclamando la hermosa igualdad,/que los cantos repitan el eco:/ Libertad, Libertad, Libertad».

Al parecer durante ese año se dio una especie de competencia informal, ya que el músico italiano Antonio Barilli propuso no solo un himno, sino dos, los cuales de ninguna manera fueron del agrado del pueblo mexicano. El primero lo estrenó el 8 de septiembre de 1850, ante el rechazo, compuso otro en honor al presidente Mariano Arista el 26 de julio de 1851, cantado en el Teatro Nacional por el barítono Tofanelli; no obstante también fue rechazado. Ese mismo día, para honrar al presidente, frente a Palacio Nacional la «Banda Nacional de Música» interpretó la «Gran Marcha Nacional», pero tampoco permeó entre la población.
También en 1851, el músico de origen checo Max Maretzek presentó su propuesta y no fructificó, y así se fueron acumulando en tan solo tres años varios intentos. En abril de 1853, el italiano Inocencio Pellegrini, presentó su “Canto Nacional” sin mucho éxito. En diciembre de 1853, otro músico de apellido Infante creó una composición patriótica dedicada a Antonio López de Santa Anna, la cual solo se tocó una noche.
Otras personalidades que presentaron propuestas formales e informales fueron, Fernando Calderón y Beltrán, José María Garmendia, Francisco Manuel Sánchez de Tagle, Mariano Elízaga y José María Heredia.

### Origen

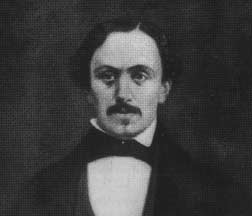
Francisco González Bocanegra.

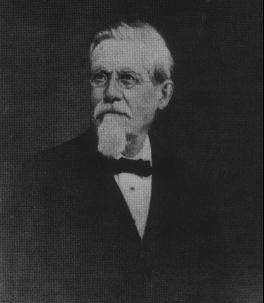
Jaime Nunó.

#### Contexto

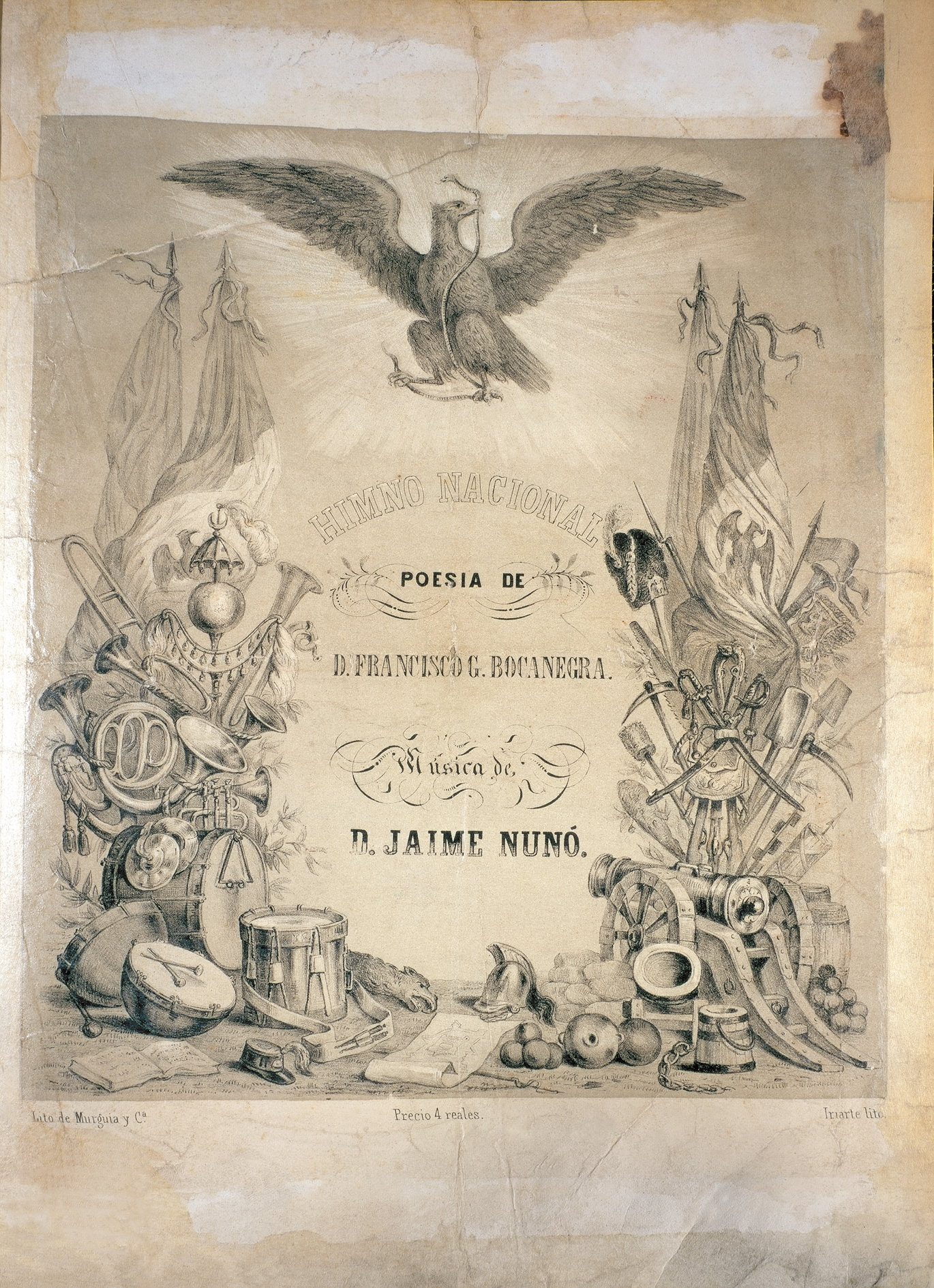
Primera edición del Himno Nacional Mexicano.

El desarrollo de manifestaciones artísticas de tipo patriótico, no eran una casualidad, las constantes problemáticas vinculadas con el exterior, especialmente la derrota en la invasión estadounidense y el consecuente despojo de la mitad del territorio nacional, habían dejado un ambiente de desolación y tensión; la sensación de un estado débil, quizá condenado a la desaparición o la pérdida absoluta de soberanía, generó un sentimiento de nacionalismo, tanto de grupos liberales como conservadores, que continuamente apelaban a sentimientos de identidad y pertenencia nacional para mantener el respaldo popular.
El 20 de octubre de 1852, un golpe de estado encabezado por el conservador Manuel María Lombardini derrocó al presidente Mariano Arista y luego obligó a renunciar a su inmediato sucesor legal Juan Bautista Ceballos; el móvil no solo era desconocer el Acta constitutiva y de reformas de 1847 que había restablecido la Constitución de 1824, sino llamar de nuevo a la jefatura del ejecutivo al exiliado Antonio López de Santa Anna. 
La «Junta Departamental» (que había reemplazado al Congreso) lo nombra presidente con facultades extraordinarias. Sin embargo, la 11.ª y última estancia de Santa Anna en la presidencia de México, estuvo marcada por las características dictatoriales con que ejerció el poder. En esta ocasión se hizo llamar "Su Alteza Serenísima" y restauró las Siete Leyes centralistas; su apelativo autoimpuesto era signo de sus pretensiones autocráticas para ejercer el poder, la difusión de su culto a la personalidad llegó a tal nivel, que organizó un funeral de estado para los restos de la pierna que había perdido durante la guerra separatista de Texas.
Es por las dos razones anteriores, que la historiografía no define del todo cuál fue la razón principal para el interés generalizado, entre autoridades y artistas, para impulsar definitivamente un canto patriótico; todo parece indicar que la efervescencia nacionalista se mezcló con la megalomania del dictador Santa Anna para ello. 
En 1854 se celebraría el 25.º aniversario de «La Victoria de Tampico de 1829», cuando el ahora mandatario venció al Ejército Español en su último intento de reconquista. El dictador, buscó festejar por todo lo alto su más memorable éxito militar, donde alcanzó el rango de General de División; para ello ideó una gran festividad nacional que debía alcanzar su momento culminante para la fecha especial, el 11 de septiembre; Como parte de los festejos se convocaría a un concurso para la elaboración de un Himno Nacional, el cual se emplazó con la anticipación debida para que en la fecha señalada del siguiente año se tuviera el canto patriótico arreglado.

#### Concurso
El 12 de noviembre de 1853 por medio del Diario Oficial del gobierno de la República Mexicana se dio a conocer un doble concurso, cuyo fin y orden sería seleccionar un poema patriótico y su musicalización posterior para formar un Himno a la Patria; la convocatoria y su concurso eran a instancias del ministro de Fomento Joaquín Velázquez de León, quien nombró a su oficial mayor Miguel Lerdo de Tejada como responsable directo del evento.
Para la letra se solicitaba enviar la propuesta en sobre cerrado con un seudónimo al Ministerio de Fomento, Colonización, Industria y Comercio en menos de veinte días, tras lo cual se tardarían diez días para definir al ganador, luego de darse a conocer al ganador, la musicalización tendría otro mes para recibir propuestas, tras lo cual se tardaría un mes más para dar a conocer al ganador de la melodía. 
En la misma convocatoria se definía que los derechos de explotación de las propuestas pasarían a manos del gobierno central y solo se entregaría una contraprestación a los ganadores. Esta convocatoria fue firmada por el entonces oficial mayor del ministerio Miguel Lerdo de Tejada, el jurado para la letra estuvo formado por José Bernardo Couto, Manuel Carpio y José Joaquín Pesado, mientras el jurado para la música se integró por José Antonio Gómez, Agustín Balderas y Tomás León. Participaron alrededor de 25 poetas y escritores en el concurso literario.
El resultado para la letra se publicó el 5 de febrero de 1854 en el diario oficial junto a la letra, siendo ganador el potosino Francisco González Bocanegra, quien de acuerdo al anecdotario histórico, realizó la letra encerrado en una habitación, por la que era entonces su prometida, Guadalupe González del Pino, ya que él no quería participar en el concurso; la composición se halla enmarcado en el género de la poesía lírica y se tituló originalmente «Volemos al combate, a la venganza y el que niegue su pecho a la esperanza, hunda en el polvo la cobarde frente». González fue anunciado ganador en el Diario Oficial del gobierno de la República Mexicana del 4 de febrero de 1854.
Si bien el himno de González Bocanegra es un himno de corte bélico, no lo es de ataque, agresión o expansionismo, sino todo lo contrario, es un himno de defensa de la patria y del territorio nacional. Seguramente inspirado en el evento militar que se recordaba y festejaba ese año de 1854 al cumplirse veinticinco años del último intento español de reconquista; el poeta narra en sus estrofas la situación y disposición de los mexicanos y la nación ante una invasión extranjera, no así para una guerra intestina y fratricida. Santa Anna, el gran "Vencedor de Tampico" sería recordado en ese himno santanista, que incluso le fue obsequiado por González Bocanegra en la dedicatoria la misma noche de su estreno en el Gran Teatro de Santa Anna. El himno reseña una gran victoria militar contra un "extraño enemigo" es decir una nación extranjera. La única gran victoria con esas características que se celebraba en México en esa época era la obtenida en Tampico en 1829.
Como decía la convocatoria, tras darse a conocer al ganador de la letra se abrió el concurso de la música, se realizó tal cual se dijo, en un mes, en este caso se presentaron quince músicos a la contienda; siendo ganadora la obra del músico italiano Giovanni Bottesini, pero simplemente no gustó, además, fue acusado de musicalizar y dar a conocer de manera externa su obra propuesta, lo cual era contrario a los términos del concurso. Debido a eso, el certamen se prolongó hasta los ciento ochenta días; mientras el 18 de mayo de 1854 estrenó formalmente su propuesta en el Teatro Nacional con las voces de la soprano Enriqueta Sontag y el tenor Gaspar Pozzolini, pero aun así no fue del agrado del público en general.
Tras esa prolongación a ciento ochenta días, fue la propuesta del músico español Jaime Nunó Roca la que ganó. Por entonces Nunó era director de las bandas militares del ejército nacional, ese puesto lo había logrado por invitación de Antonio López de Santa Anna quien lo había conocido en uno de sus varios exilios en Cuba. Su obra con el seudónimo «Dios y Libertad», fue declarada ganadora el 12 de agosto de 1854 por medio del Diario Oficial del gobierno de la República Mexicana; la composición en «Do mayor», estaba enmarcada en el género de la Ópera italiana del siglo XIX; un género bastante popular entre los himnos hispanoamericanos de la época.

#### Estreno

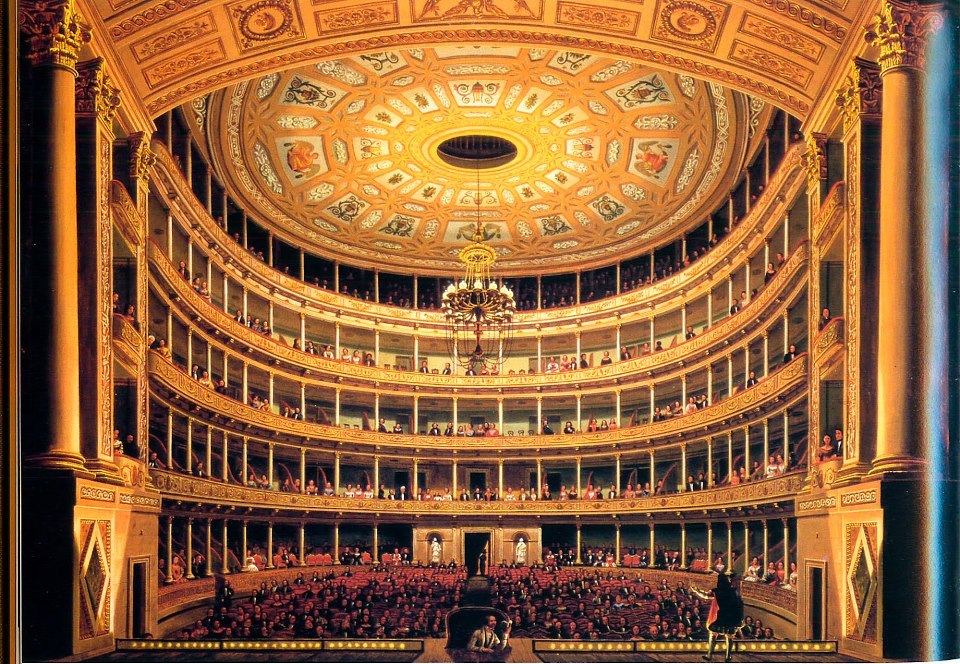
Gran Teatro Nacional, el escenario del estreno del himno nacional.

La noche del 15 de septiembre de 1854, se realizó una ceremonia solemne y festiva en el Teatro Santa Anna para la presentación pública del «Himno Nacional Mexicano». Debido al significado patriótico del evento, asistieron como invitados especiales, sobrevivientes y familiares de los caídos en las batallas de Padierna, Churubusco y Chapultepec, durante la invasión estadounidense.
Luego de algunas palabras del poeta Francisco González Bocanegra, se interpretó el himno compuesto de diez estrofas y un coro, la interpretación fue dirigida por Giovanni Bottesini, con las voces de Claudina Florentini, Lorenzo Salvi y coros del teatro a cargo de René Masón y Pedro Carvajal; contrario a lo ocurrido con otras obras, las crónicas de la época relatan el entusiasmo y simpatía del público por la interpretación. Sin embargo, ante la ausencia de Santa Anna, quien se reportó «indispuesto» para asistir, se tuvo que realizar una segunda presentación al día siguiente. Esa segunda interpretación corrió a cargo de Balbina Steffenone y Lorenzo Salvi. Al contrario de todos los intentos anteriores, su éxito fue casi inmediato y su partitura se vendió en las calles.

### Rechazo y relegación

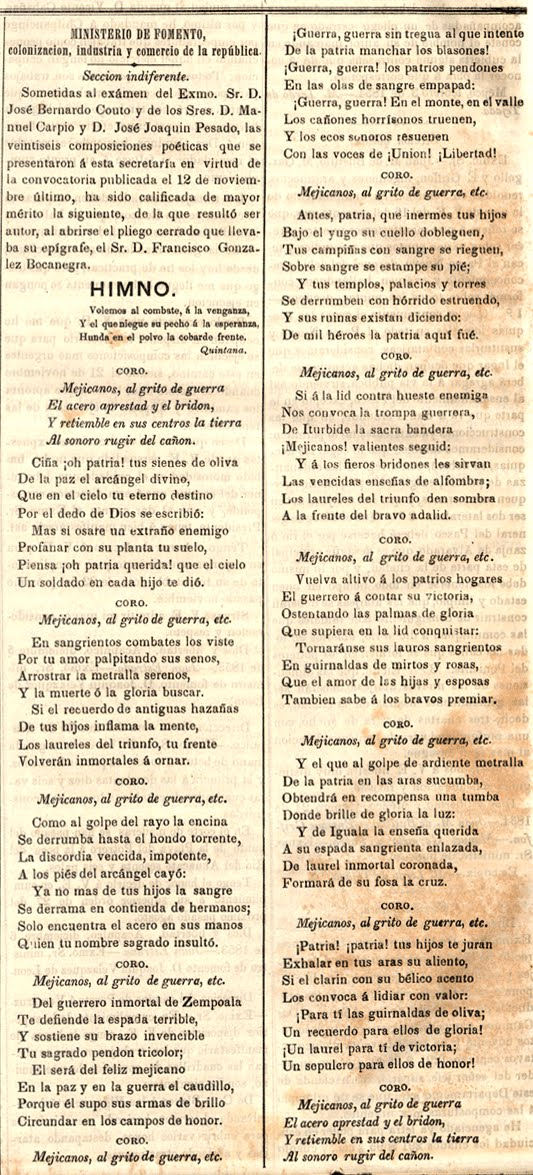
Publicación original en el diario oficial con el poema ganador de González Bocanegra.

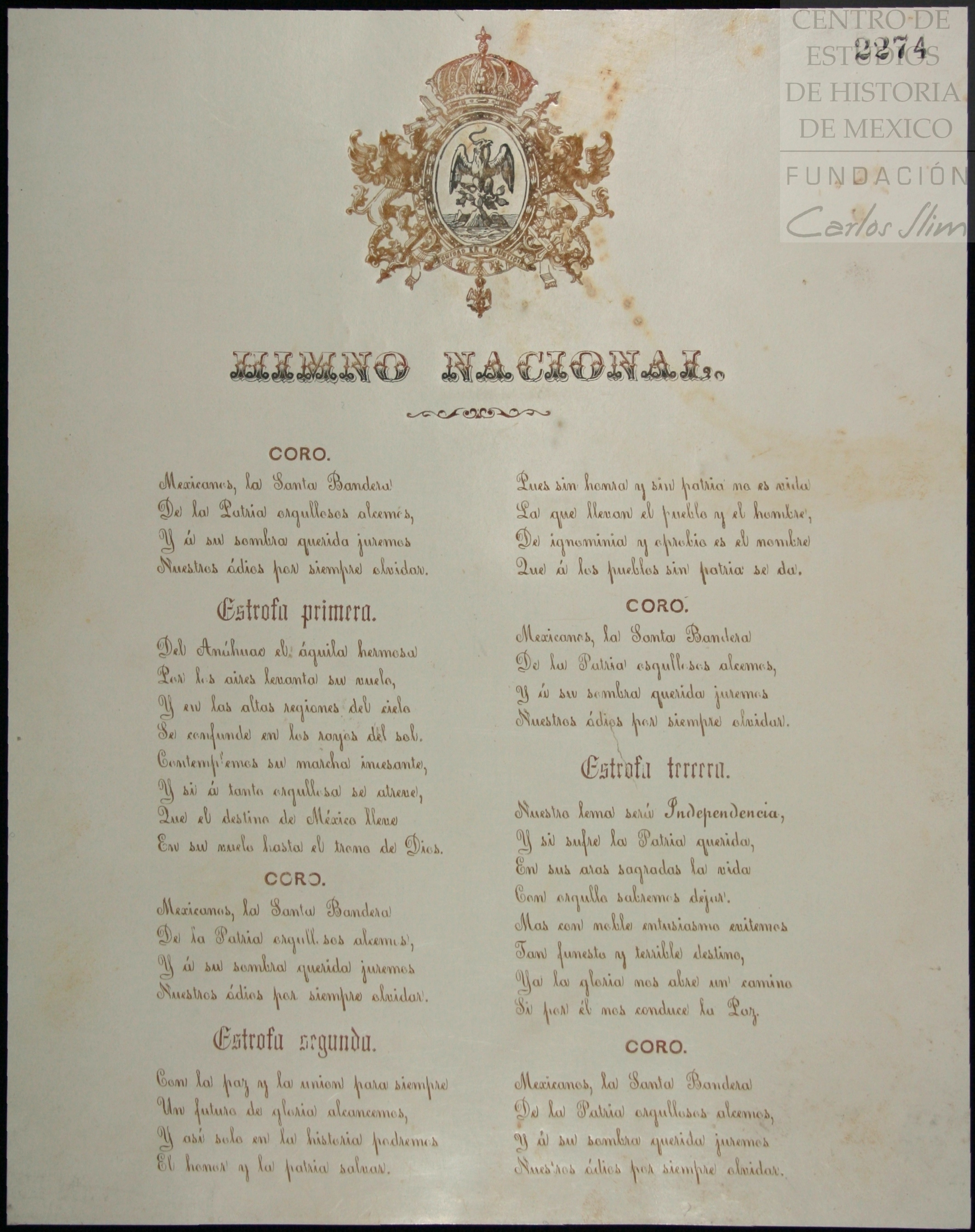
Letra del himno tocado por las autoridades del Segundo Imperio.

Aunque las bases del concurso y la publicación del himno se hicieron a través del «Diario Oficial», se desconoce si se implementó alguna ley o decreto para regular su uso y estandarizar sus características. En ese contexto, la situación del país volvió a convulsionarse; ya que mientras el himno era estrenado en la Ciudad de México, el resto del país vivía ya seis meses de intensos combates en el marco de la Revolución de Ayutla, encabezada por Juan Álvarez; las causas del movimiento de tendencia liberal, son el derrocamiento de la dictadura y el restablecimiento del orden constitucional. La revuelta popular triunfa y el 12 de agosto de 1855 Antonio López de Santa Anna deja la presidencia por última vez y abandona México; bajo esas circunstancias, y ante el temor de que todos los involucrados con el gobierno santa annista sean perseguidos, Jaime Nunó huye hacia La Habana y luego se pierde en los EE. UU.; A la vez Francisco González Bocanegra se esconde en casa de un tío para evitar represalias y no vuelve ponerse a descubierto del público, muere de tifo el 11 de abril de 1861 a sus 37 años.
Con el inicio de la denominada «Época de la Reforma», la generación liberal que llegó al poder, plenamente contrarios a Santa Anna, hicieron lo posible para que se olvidara el himno santanista, si bien no lo prohibieron, de ninguna manera alentaron su interpretación, aunque poco a poco el himno fue ganando adeptos. No obstante, el ambiente que rodeó a la obra de Bocanegra y Nunó en aquellos tiempos fue de continua descalificación, no solo por ser el himno compuesto a iniciativa del dictador, sino por la animadversión nacionalista hacia lo extranjero, en este caso al hecho de que un español fue el musicalizador de la obra. Sin embargo, entre el anecdotario histórico de su trayectoria se registra que, al final de la Guerra de Reforma cuando las tropas federales retomaban la Ciudad de México, el general liberal Florencio María del Castillo relata que:

La comitiva se detuvo frente al primer arco para escuchar el himno, cuya letra sentimos no haber conseguido.
Terminado el himno, fue entonada la Marsellesa, esa marcha que conmueve los corazones de todos los pueblos y la multitud repitió el estribillo.

Hasta la «segunda intervención francesa» el himno más popular en México entre los liberales y muchos otros grupos era «La Marsellesa», y que aun durante la resistencia republicana contra el Segundo Imperio era el himno preferido por Benito Juárez para ser tocado en su investidura como Presidente de México. No obstante, el himno de Bocanegra y Nunó tuvo varios momentos significativos durante la guerra contra los franceses y el segundo imperio: fue entonado por las tropas derrotadas en el Sitio de Puebla el 17 de mayo de 1863, cuando se negaron a firmar la renuncia a levantarse en armas contra los invasores; se interpretó por los militares y voluntarios, al concluir el Sitio de Querétaro el 15 de mayo de 1867; y se cantó de manera espontánea por soldados y pueblo en general, durante las festividades por la República Restaurada el 15 de julio de 1867 en la Ciudad de México, en presencia de Juárez y justo después de que se interpretara, entre cierto desinterés, «La Marsellesa».
Otro himno muy popular, aunque no fue escrito como tal, fue obra de Guillermo Prieto quien lo había redactado como poema satírico en 1853, apareció en su libro de 1854 “Viajes de Orden Suprema”, ese poema musicalizado había sido presentado al concurso santanista por él mismo a través de un tercero y titulada “La Marcha de los Cangrejos”, obviamente no ganó; pero para 1864 al inicio del Segundo Imperio Mexicano ya era una de las piezas más populares en México, al punto de que el propio Emperador Maximiliano solicitó que se tocara en su presencia durante una visita a la ciudad de Guanajuato en 1864, como una manera de congraciarse con los liberales, pero el efecto fue un severo susto e indignación de los grupos conservadores y monárquicos que lo apoyaron para llegar al trono. De ese himno informal Melchor Ocampo cuenta que:

Los cangrejos, convertidos en himno popular, formulaban el regocijo y el orden y la concordia embellecían un día que lo sobreponen en grandeza a la recepción del Ejército Trigarante.(Sic)

Otra obra que llegó a ser muy popular y usada como himno fue “Adiós Mamá Carlota” que solo por su letra no terminó por oficializarse. En todo caso al final de la guerra y con la República Restaurada, el himno santanista volvió a tener presencia, si no es que la tuvo durante toda la guerra, aunque con varias modificaciones, por ejemplo en 1864 el presidente Benito Juárez discutió con varios detractores de la obra, sobre ciertas modificaciones a la letra, le sugerían suprimir la referencia al “Guerrero inmortal de Zempoala”, a lo que contestó:

Al Himno Nacional no se le quita ni una sola nota, ni una sola palabra.

Otro cambio que sí perduró fue en la séptima estrofa, cambiando, “Si a la lid contra Estado enemigo” por “Si a la lid contra hueste enemiga”, además de muchas otras que no perduraron.
Durante el segundo imperio, el gobierno de Maximiliano de Habsburgo modificó completamente la letra de González Bocanegra, pero continuó usando la música de Nunó. Se desconoce el autor de la nueva escritura, incluso si en ella participó el propio monarca, dada su afición literaria, pero el nuevo texto modificó diametralmente la intención del poema original, pues dejó de lado las evocaciones de defensa armada de la patria, por mensajes conciliadores como alegoría a la bandera, referencias al mito fundacional que da origen al escudo y evocaciones del pasado indígena, pero sosteniendo la intención nacionalista del canto. Este himno fue tocado en la primera ceremonia del «Grito de Dolores» que se realizó con presencia del jefe de estado mexicano en el pueblo de Dolores Hidalgo, en 1864.
Sin embargo, si existió una obra que compitió con la creciente popularidad del himno de 1854. En 1866, aún en plena guerra de resistencia, el compositor y pianista Aniceto Ortega del Villar, compuso la «Marcha de Zaragoza», un himno que evocaba el triunfo de la Batalla de Puebla del 5 de mayo de 1862. La obra se estrenó el 1 de octubre de 1867 en el Gran Teatro Nacional; su interpretación, calificada como «un incendio sonoro» (por la fuerza y emotividad de su letra) por las fuentes de la época, restó popularidad al himno nacional, y se volvió durante el resto del periodo juarista, la principal melodía patriótica para actos y eventos oficiales, así como en las conmemoraciones cívicas en todo el país.
Tras la muerte de Juárez el 18 de julio de 1872, llegó a la presidencia Sebastián Lerdo de Tejada, hermano de quien siendo oficial mayor firmó la convocatoria al concurso de 1853, al parecer desde ese momento se impulsó el uso del himno de Bocanegra y Nunó, aunque con modificaciones. Fue durante las fiestas patrias de ese año que volvió a ser recurrente para ceremonias cívicas y militares. Además por primera ocasión se emitieron lineamientos oficiales, aunque no una ley, para regular su contenido y ejecución. Tras la caída de Lerdo por el Plan de Tuxtepec en 1876, el nuevo presidente Porfirio Díaz, empezó a usar este mismo de manera común para las ceremonias oficiales.

### Popularización y oficialización

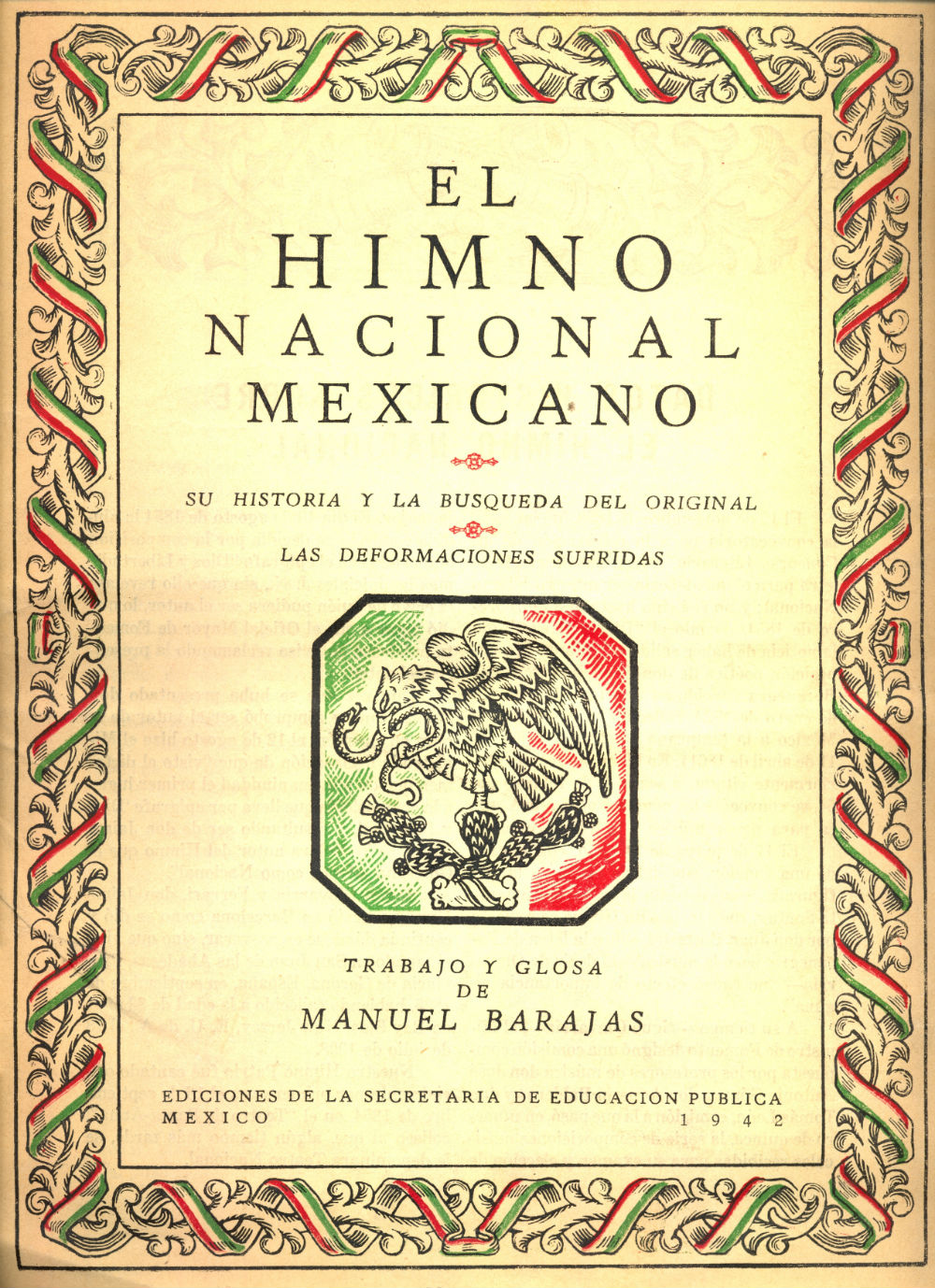
Portada de la edición de la secretaría de educación de 1942, que se convirtió en la versión oficial al año siguiente.

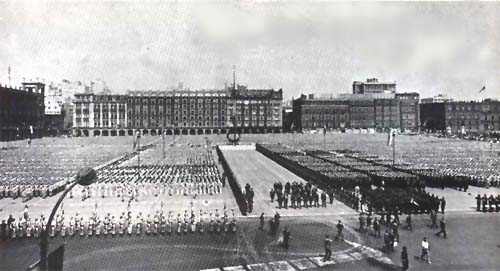
Celebración del centenario del Himno Nacional en 1954 dentro del Zócalo capitalino.

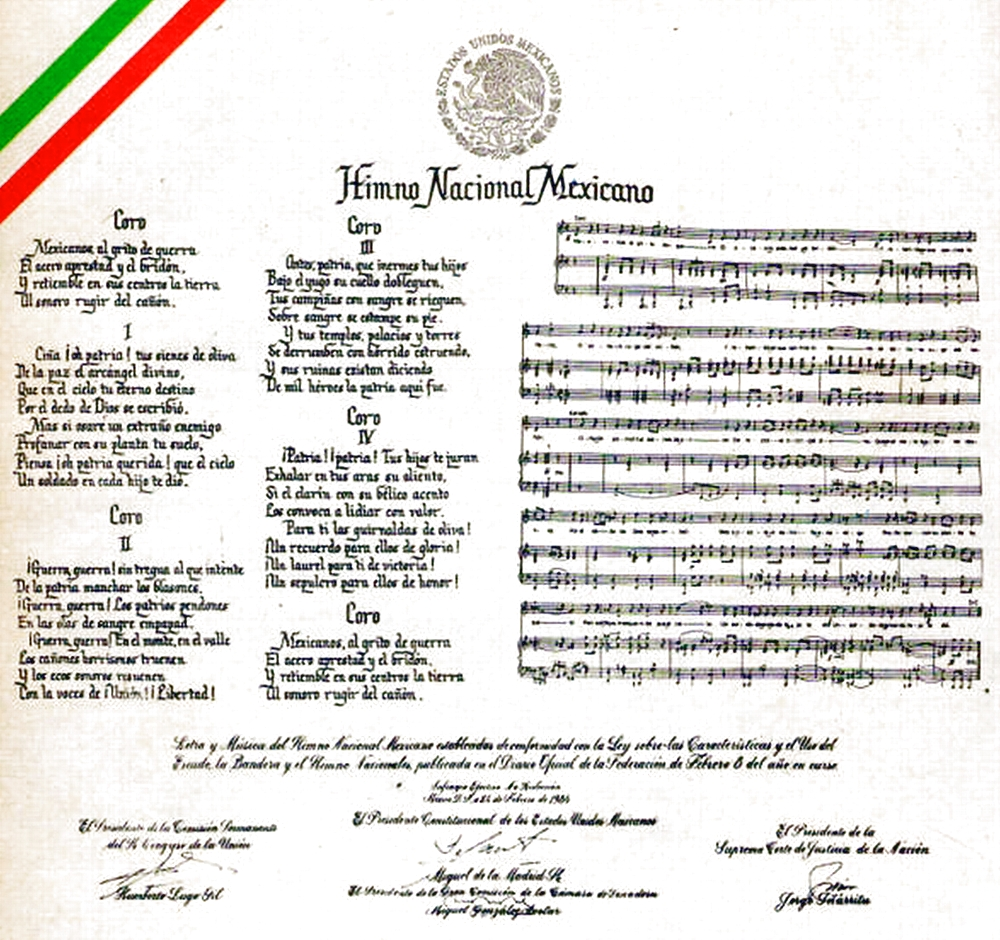
Versión autentificada de la letra y música del himno, durante la promulgación de la ley vigente de 1984.

Durante el Porfiriato, el himno nacional no solo fue retomado en les ceremonias oficiales, el propio Porfirio Diaz dispuso su divulgación y enseñanza para lograr una interiorización del tema de 1854 entre la población en general; la estrategia del mandatario era la construcción de una identidad nacional vinculada a símbolos patrióticos, en el caso de la obra de Bocanegra y Nunó, se le comenzó a dar un uso paralelo al de la bandera y el escudo, acompañando cualquier acto donde concurrieran los entonces dos símbolos patrios más característicos. Dado lo extenso del himno en su versión musicalizada, y en virtud de la antipatía popular que generaban las estrofas IV y VII (que hacían mención a Santa Anna e Iturbide respectivamente), se empezó a favorecer la interpretación únicamente de cuatro estrofas (I, V, VI y X) intercalando el coro entre cada una.
En 1901 la fascinación porfiriana por los adelantos tecnológicos, llevó al gobierno a solicitar la grabación del himno a la Victor Talking Machine Company de Estados Unidos. El intérprete de esta primera grabación cantada fue Emilio de Gogorza, cuyo seudónimo, según aparece en el marbete del disco, es «Sig. Francisco». Gorgoza era un barítono estadounidense de padres españoles, que había vivido en la península, por lo cual hablaba español de manera fluida. Esta no solo es la primera grabación con voz del himno nacional, sino la más antigua que se tiene resguardada; ya que la primera grabación meramente instrumental data del 13 de julio de 1899, realizada por «Discos Berliner» con una banda militar de música, y que tituló «Aires Nacionales Mexicanos», de esta todas sus copias desaparecieron. De acuerdo con los registros de la época, y ya que no se conservaba una copia original de la partitura, muchos menos oficial, la interpretación del himno varió notablemente entre la versión instrumental y la cantada; la primera siempre se apegaba al ritmo rígido de las bandas militares, en tanto la segunda dependía del nivel interpretativo del cantante y su orquesta, entonces todos, de formación operística; es decir, en aquellos tiempos dependiendo el escenario, se podía escuchar una marcha militar o una pieza de opera.
Ese mismo año, el compositor Jaime Nunó, que entonces residía en la ciudad de Buffalo, Nueva York, es localizado por un grupo de mexicanos, estos lo dan a conocer al presidente, quien a su vez invita al músico a visitar México; acepta y durante su visita por primera vez dirige orquesta y coros para interpretar el Himno Mexicano. Durante esa visita, el 11 de febrero de 1901 tras una sesión solemne se anunció que el Congreso de la Unión concedía a Jaime Nunó y Francisco González Bocanegra la cantidad de dos mil pesos de entonces como contraprestación y premio por el concurso de 1853. Por parte de González Bocanegra, el dinero fue recibido por Mercedes Serralde de González Bocanegra como heredera del poeta, además a Nunó se le dieron los 388 pesos que puso de su bolsillo para hacer la primera tirada de la partitura en 1854, lo que ratificó en una entrevista al diario El Imparcial del 9 de julio de 1901. En 1904 Nunó vuelve a ser invitado con motivo de los cincuenta años del Himno, en esta ocasión, con el fin de terminar con las múltiples interpretaciones musicales de la obra, rediseña la partitura, actualizando el estilo operístico y definiendo la nota oficial que permanece actualmente. Esa fue la última vez que, vivo, tocó suelo mexicano, ya que muere el 18 de julio de 1908 en Bay City, Nueva Jersey.
Durante las celebraciones del Centenario de la Independencia se concreta la popularización y normalización del uso de la obra de Bocanegra y Nunó; además, a partir de entonces su nombre original «Himno Nacional Mexicano», se volvió la única referencia para mencionarlo, cayendo en desuso el término despectivo de llamarlo «himno santanista». Durante la Revolución mexicana ya tiene el sello de aprobación popular y oficial, pero sin una reglamentación clara, se interpreta con las estrofas a gusto del intérprete, aunque algunas ya se destacan entre las diez, cuatro de ellas en concreto (las ya mencionadas I, V, VI y X).
La primera vez que se grabó el Himno estándar (con el rediseño de Nunó de 1904) en un medio sonoro fue el 28 de julio de 1922, por la cantante duranguense Fanny Anitúa. Su versión, al decir de muchos, fue deficiente y modificada, lo que causó gran polémica al grado de requerir una revisión oficial, por parte del Consejo Cultural del Distrito Federal. La revisión fue llevada a cabo por José López Portillo y Rojas, Manuel Barajas y Julián Carrillo. Durante esta revisión se conoció la pérdida de los textos originales, entonces el grupo recurrió a la familia de González Bocanegra, quienes entregaron originales del estribillo y las estrofas, también se consiguió una primera edición del Himno bajo el sello de la Casa Murguía en 1854. Por otra parte, una de las familias pudientes de la época, identificada como Pérez Salas, obsequió una instrumentación del Himno que el mismo Jaime Nunó envió a la plana mayor del Ejército Nacional y a la Dirección General de Artillería, uno de los que pagó con 388 pesos.
Esa revisión demostró los varios cambios que había sufrido el Himno, así como la dificultad de interpretarlo completo, por eso se empezó a limitar el número de estrofas, pero sin seguir una formalidad. También, entró en escena la cuestión tecnológica, las limitantes de entonces para los equipos de grabación y de transmisión radiofónica, llevó en muchas ocasiones a prescindir o añadir elementos instrumentales o vocales para moldear el himno a las necesidades del medio, a eso se sumaba que el estilo operístico no era propicio para la difusión y aprendizaje entre coros no profesionales, lo que ocasionaba en eventos cívicos, disparidades en el canto. 
Por lo anterior, el 4 de mayo de 1943, el entonces Presidente de México, Manuel Ávila Camacho, en plena participación de México en la Segunda Guerra Mundial, y con el auge de la política nacionalista de «Unidad Nacional», promulgó un decreto que oficializaba el Himno y lo limitaba a las estrofas I, V, VI y X, más el estribillo. Por ese decreto se prohibió alterar, corregir o modificar la letra o la música. Ese ordenamiento legal se formalizó aún más, y conjugó con los otros símbolos patrios, el 23 de diciembre de 1967 por la «Ley sobre las características y el uso del Escudo, la Bandera y el Himno Nacionales», ley que fue suprimida en 1984 por la «Ley sobre el Escudo, la Bandera y el Himno Nacionales», la cual es la norma vigente.

## Versión original
Versión original y completa del himno como se conoció en 1853.
| (Coro) Mexicanos, al grito de guerra El acero aprestad y el bridón; Y retiemble en sus centros la tierra Al sonoro rugir del cañón. I Ciña ¡Oh Patria! tus sienes de oliva de la paz el arcángel divino, que en el cielo tu eterno destino por el dedo de Dios se escribió. Mas si osare un extraño enemigo profanar con su planta tu suelo, piensa ¡Oh Patria querida! que el cielo un soldado en cada hijo te dio. II En sangrientos combates los viste por tu amor palpitando sus senos, arrostrar la metralla serenos, y la muerte o la gloria buscar. Si el recuerdo de antiguas hazañas de tus hijos inflama la mente, los laureles del triunfo tu frente, volverán inmortales a ornar. III Como al golpe del rayo la encina, se derrumba hasta el hondo torrente, la discordia vencida, impotente, a los pies del arcángel cayó. Ya no más, de tus hijos la sangre, se derrame en contienda de hermanos; sólo encuentre el acero en sus manos quien tu nombre sagrado insultó. IV Del guerrero inmortal de Zempoala te defiende la espada terrible, y sostiene su brazo invencible, tu sagrado pendón tricolor. Él será del feliz mexicano en la paz y en la guerra el caudillo. porque él supo sus armas de brillo circundar en los campos de honor. V ¡Guerra, guerra sin tregua al que intente de la patria manchar los blasones! ¡guerra, guerra! los patrios pendones en las olas de sangre empapad. ¡Guerra, guerra! en el monte, en el valle, los cañones horrísonos truenen y los ecos sonoros resuenen con las voces de ¡Unión! ¡Libertad! | VI Antes, Patria, que inermes tus hijos bajo el yugo su cuello dobleguen, tus campiñas con sangre se rieguen, sobre sangre se estampe su pie. Y tus templos, palacios y torres se derrumben con hórrido estruendo, y sus ruinas existan diciendo: de mil héroes la patria aquí fue. VII Si a la lid contra hueste enemiga, nos convoca la trompa guerrera, de Iturbide la sacra bandera, mexicanos, valientes seguid. Y a los fieles bridones les sirvan las vencidas enseñas de alfombra; los laureles del triunfo den sombra a la frente del bravo adalid. VIII Vuelva altivo a los patrios hogares, el guerrero a cantar su victoria, ostentando las palmas de gloria que supiera en la lid conquistar. Tornaránse sus lauros sangrientos en guirnaldas de mirtos y rosas, que el amor de las hijas y esposas, también sabe a los bravos premiar. IX Y el que al golpe de ardiente metralla, de la Patria en las aras sucumba, obtendrá en recompensa una tumba donde brille, de gloria, la luz. Y, de Iguala, la enseña querida a su espada sangrienta enlazada, de laurel inmortal coronada, formará de su fosa una cruz. X ¡Patria! ¡Patria! tus hijos te juran exhalar en tus aras su aliento, si el clarín con su bélico acento los convoca a lidiar con valor. ¡Para ti las guirnaldas de oliva! ¡un recuerdo para ellos de gloria! ¡un laurel para ti de victoria! ¡un sepulcro para ellos de honor! |

## Traducciones
El Himno Nacional Mexicano ha sido traducido por lo menos en 10 lenguas originarias de México.
- Amuzgo.
- Chontal.
- Cora.
- Cuicateco.
- Maya (Yucatán).
- Mazahua.
- Mazateco.
- Mixe (Tlahuiltoltepec).
- Mixteco.
- Náhuatl (Huasteco).
- Otomí (Mezquital).
- Tlapaneco.
- Zapoteco (Miahuatlán).

## Controversias

### Derechos de autor

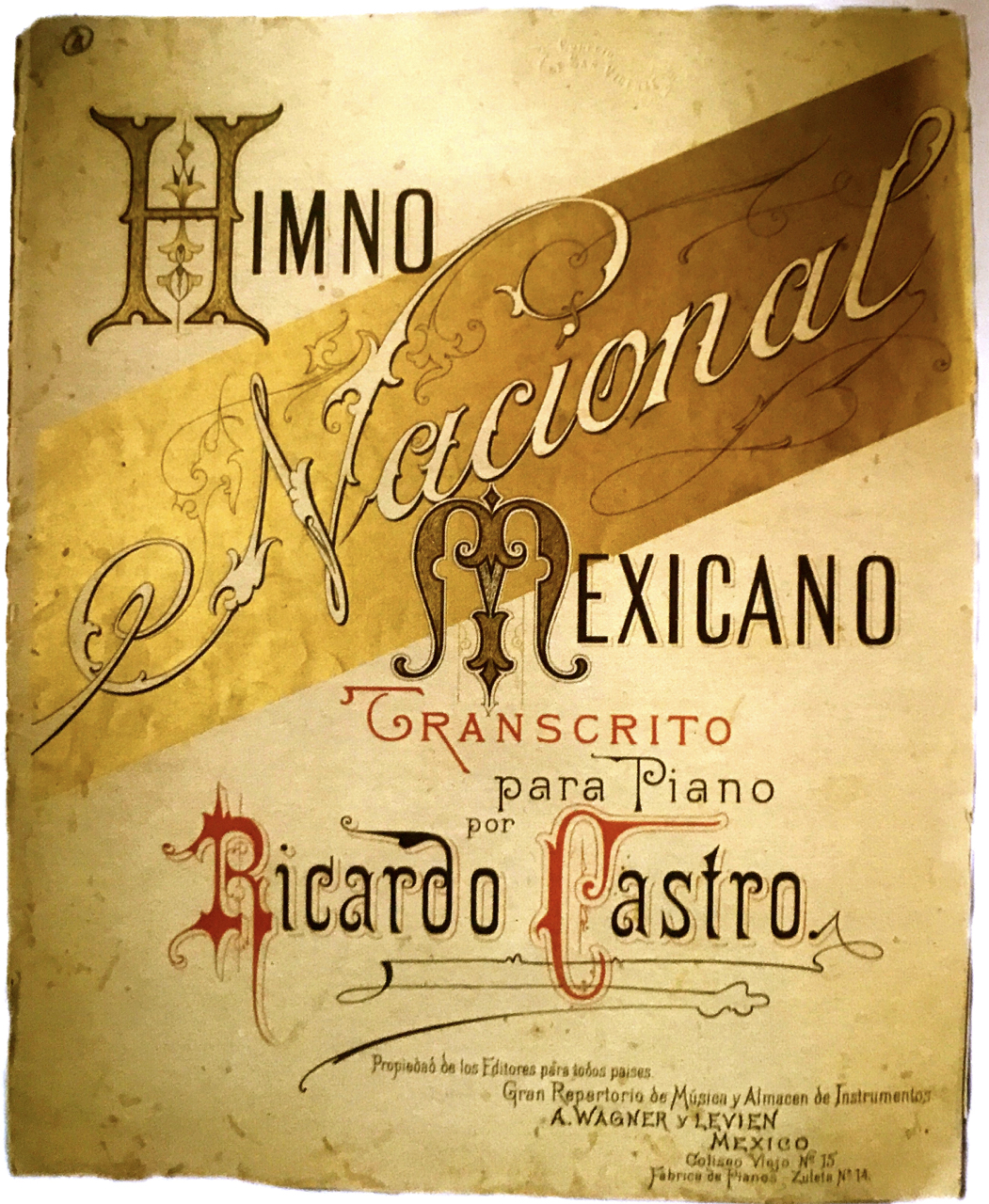
Portada de la partitura del Himno de 1909.

En 1959 la empresa «Sociedad Repertorio Wagner, S. A.», publicó una partitura para que se pudiera interpretar el Himno Nacional Mexicano por parte de las bandas civiles de música, el decreto de 1943 no tenía una partitura anexa y debía conseguirse aparte, además de que no era fácil duplicar el decreto, esa publicación despertó manifestaciones de rechazo e indignación en el pueblo mexicano, ya que varios periódicos difundieron la supuesta noticia de que Wagner era propietaria o se hacía pasar por propietaria del himno nacional. Debido a eso, por ejemplo, se dijo que cada lunes los estudiantes debían dar un peso a su escuela para poder interpretar el himno. Lo que a todas luces era falso.
Aun existiendo un desmentido oficial por parte del gobierno mexicano, el mito persistía. En septiembre de 1959 luego de poner una multa a la Casa Wagner, se realizó una investigación para dilucidar el rumor de que la familia de Jaime Nunó había vendido los derechos del autor a una casa musical en los EE. UU. De la investigación se determinó que no existió tal venta de sus derechos de explotación y menos de sus derechos de autor; aunque luego se encontró que el mismo Jaime Nunó había vendido en la década de 1850 sus derechos de explotación efectivamente a una casa de música estadounidense, pero solo de un arreglo a la música del himno, un arreglo para tocar el himno al piano, ese arreglo además estaba en otro ritmo y tenor por lo que era muy diferente a la versión original. Además, para 1960, ya habían pasado los cien años que protegía la legislación estadounidense los derechos de explotación y por la misma legislación al ser una obra anterior a 1909 no le aplicaba la ley vigente en 1953, antes de 1909 no existía norma en EE. UU. que protegiera eso, en último caso no transcendía su ley fuera de sus fronteras.
Otra versión de la venta de los derechos de Jaime Nunó, es que el propio compositor y dos estadounidenses, Harry Henneman y Phil Hill registraron la música de Nunó con la empresa BMI, Edward B. Marks Music Company fue entonces la editora del himno en los EE. UU. en 1910 y 1911. Por lo que luego de encontrarse con las publicaciones de esa casa editorial se empezó a propagar el rumor sobre que esa casa comercial era la dueña de los derechos de autor. No obstante, la ley de los derechos de autor en Estados Unidos declara que el himno mexicano está en el dominio público dentro de dicho país, dado que tanto la letra como la música fueron estrenadas antes de 1909. Además, bajo la ley de derechos de autor en México, el artículo 155 expone que el gobierno tiene los derechos morales, pero no el derecho de autor, del himno; además de que también en México está en dominio público, ya que se cumplieron los cien años establecidos para su liberación desde el 2008.

### Himno bélico
Otra polémica muy habitual se basa en que la letra del himno es muy bélica, por ejemplo se dice que el estribillo llama a la guerra “Mexicanos al grito de guerra”, por lo que varias veces se ha propuesto modificar o cambiar de plano el himno, incluso en la década de 2010, el poeta Javier Sicilia en una entrevista sobre la «Caravana con Justicia y Dignidad» a la pregunta de

También lo preguntaba por el lábaro patrio, porque he visto que te molesta el belicismo del Himno Nacional de México…
Respondió Sicilia.

Cuando han intentado cantar el Himno en el templete de las caravanas yo digo: no, habría que cambiarlo, si lo escuchamos —es el problema de no atender a las palabras—, el Himno justifica la guerra, necesitamos cambiar la letra, esa letra no nos representa, fue de un momento histórico y no es el que vivimos, estamos en la búsqueda de la paz, del amor, del reconocimiento de lo humano, por encima de las fronteras y naciones.(Sic)

### Es un himno de la derecha
En forma paralela sobre el tema belicista del himno, esta la polémica sobre su origen santanista, ya que Antonio López de Santa Anna es uno, si no, el más odiado personaje de la historia mexicana, sobre todo se recuerda su participación en la Intervención estadounidense en México y en la Guerra Texana, los principales defensores de esta polémica están en la llamada Izquierda, mientras los llamados políticos de Derecha normalmente defienden el himno como una obra propia de su tiempo que ha ganado su lugar en la historia y estima del pueblo. Como refuerzo del rechazo al himno se marca su estilo musical conocido como Quinta Real por su parecido con la Marcha Real, una marcha militar que desde 1791 se usa como himno de España.

### Cine
En 1943, cuando se oficializó el himno, se estrenó la película «Mexicanos al grito de guerra», dirigida por Álvaro Gálvez y Fuentes e Ismael Rodríguez y protagonizada por Pedro Infante y Lina Montes, cuya trama básica es el origen histórico y trayectoria ficticia del Himno Nacional hasta la Batalla del 5 de mayo en Puebla. En la parte final se muestra a los soldados mexicanos cantando el himno para darse valor, pero ningún documento histórico ha podido respaldar esa escena.

### El segundo
Durante décadas se ha dicho, e incluso medios de comunicación han informado, que el Himno Nacional Mexicano es considerado el segundo más bello del mundo, detrás de La Marsellesa, pero hasta el día de hoy, no se ha llevado a cabo ningún tipo de concurso o competición arbitrada que avale ese dicho. Incluso es común oír este mito aplicado a otros Himnos Nacionales, como por ejemplo el ecuatoriano, colombiano, peruano, inglés, estadounidense, etc.